# 上村孝二
上村 孝二（かみむら たかじ、1908年（明治41年）3月14日　- 1996年（平成8年）3月25日）は、日本の国語学者・方言学者。九州の方言学における重鎮だった。文学博士。鹿児島大学名誉教授。

## 経歴
生い立ち
1908年、佐賀県武雄町で出生。本籍は鹿児島県上甑村（甑島列島、現在の薩摩川内市の一部）。生後すぐ母が亡くなったこともあり、上甑村中甑の上村家の養子となった。同村の中津尋常高等小学校を経て、1925年（大正14年）に本土の鹿児島県立川内中学校 (旧制)を卒業。
旧制中学卒業後に帰郷し、上甑村の江石尋常高等小学校で1年間代用教員を務めた。その後、九州帝国大学法文学部国文学科に入学して学び、1933年3月に卒業。
大学卒業後
卒業後は、同1933年4月より満州国文教部学務司長室に勤務。翌1934年（昭和9年）4月11日付で満州国内の奉天高等女学校講師となり、同年9月5日に教諭に昇任（後に学校名は「奉天浪速高等女学校」と改称）。1941年3月31日、奉天浪速高等女学校教諭から鹿児島県師範学校教諭に転任となり帰国。1943年、鹿児島県師範学校が官立の鹿児島師範学校となり、引き続き教諭を務めた。1945年4月より鹿児島師範学校教授兼教諭。
戦後
学制改革により、1949年7月31日より新制鹿児島大学助教授に任じられた。1951年4月1日、鹿児島大学文理学部教授に昇格。1965年4月1日からは学部再編により法文学部教授となった。1972年、学位論文『九州西南部方言及び琉球地方方言の研究』を九州大学に提出して文学博士号を取得。1973年4月2日、鹿児島大学を定年退官して名誉教授となった。
その後は鹿児島短期大学教授に就任。1974年4月から3年間、鹿児島短期大学図書館長も務めた。1982年3月31日、鹿児島短期大学を辞職。1996年3月25日に再生不良性貧血で死去し、同日付で正四位に叙される。

## 受賞・栄典
- 1979年11月3日：勲三等旭日中綬章を受章[2]。
- 1996年：正四位

## 研究内容・業績
鹿児島大学在任中、九州各地方の方言を採集。1949年（昭和24年）より国立国語研究所地方研究員も務めた。国立国語研究所による『日本言語地図』の鹿児島地区に関する部分をすべて手がけ、その労に対して文化庁から表彰状を受ける。また、1975年（昭和50年）4月鹿児島県議会議員選挙の枕崎地方において「佐多（さた）」が「さだ」と書かれた票が有効票となるか裁判で争われた際、福岡高等裁判所宮崎支部で方言学者として同地方の語中の「た」音は濁音化すること述べ、解決に貢献した。著書に『九州方言・南島方言の研究』（秋山書店、1998年）があるほか、共著書多数。

## 家族・親族
- 従兄：上村哲弥 - 家庭教育学者（日本女子大学名誉教授）[6]
- 長男：上村和也 - 比較文学者（鹿児島大学名誉教授）[7]
- 二男：上村直己 - ドイツ学者（熊本大学名誉教授）[7]